# L'Aiglon (opera)

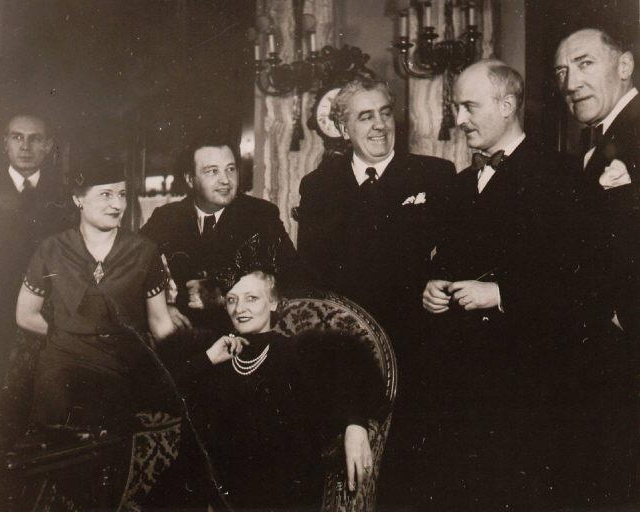
Vid premiären av L'Aiglon i Monte Carlo 1937. Sopranan Fanny Heldy ses sittande, Honegger är tredje person från vänster, Ibert andre från höger och basen Vanni Marcoux står längst till höger.

L'Aiglon (Örnungen) är en opera i fem akter med musik av Arthur Honegger och Jacques Ibert. Librettot skrevs av Henri Cain efter Edmond Rostands pjäs med samma namn (1900). En recensent från 2016 beskrev operan som "ett enstaka stycke" med dess "blandning av operett, divertissement, underhållningsstycke, historisk pompa och i den störande kraftfulla fjärde akten med bakgrund mot Napoleons slagfält vid Wagram fantasmagoriska människor med levande figurer på scen och döda röster utanför".

## Historia
Honegger komponerade akterna II, III och IV, medan Ibert komponerade akterna I och V. Rostands pjäs handlar om Napoleon II, som var son till kejsare Napoleon I och hans andra hustru, kejsarinnan Marie Louise av Österrike. Operan hade premiär den 11 mars 1937 på Opéra de Monte-Carlo och huvudrollerna sjöngs av Fanny Heldy och Vanni Marcoux.

## Personer
- L'Aiglon/Hertigen av Reichstadt (sopran)
- Séraphin Flambeau, hans betjänt (bas)
- Den franske attachén (tenor)
- Grevinnan Camerata (kontraalt)
- Le Chevalier de Prokesch-Osten (bas)
- Marskalk Marmont (baryton)
- Furste Metternich (basbaryton)
- Marie Louise (mezzosopran)
- Comte de Sedlinsky (tenor)
- Frédéric de Gentz (tenor)
- Thérèse de Lorget (sopran)
- Fanny Elssler (mezzosopran)

## Handling
Den stackars lille Napoleon lever i skuggan av sin berömde far. I de lyxuösa salongerna i Wien blir den unge gossen bara en spelbricka i händerna på den mäktige Metternich. Hans enda egna order blir att samla trupperna inför slaget vid Wagram.